# Largus
Largus – imię męskie pochodzenia łacińskiego, oznaczające "obfity, liczny". Wśród patronów św. Largus, zm. w 309 roku.
Largus imieniny obchodzi 8 sierpnia i 12 sierpnia.